# خانلق (ری)
خانلق (ری)، روستایی از توابع بخش فشافویه شهرستان ری در استان تهران ایران است.

## جمعیت
این روستا در بخش فشافویه قرار دارد و براساس سرشماری مرکز آمار ایران در سال ۱۳۸۵، جمعیت آن ۷۴۰ نفر (۱۸۳خانوار) بوده‌است.